# Faustino Oramas
Faustino Oramas (Holguín, Cuba, 4 de Junho de 1911 - Holguín, Cuba, 27 de Março de 2007) foi um trovador cubano. Quando morreu era o mais velho músico no activo em Cuba. Era conhecido popularmente como El Guayabero, título de uma das suas canções. Também foi chamado durante anos de "El Rey del Tumbaíto" devido a uma outra obra sua.
Oramas esteve ligado à música desde os 15 anos, quando começou a tocar de ouvido no septeto La Tropical.
Iniciou-se na composição na década de 1940 e foi buscar o seu nome artístico a um bar onde, vinte anos antes, se envolvera numa rixa.
O seu instrumento preferido era "el tres", uma guitarra de três cordas com a qual animava as rimas trazidas do mundo rural com um desenho melódico muito particular e imaginativo. As suas canções, muitas vezes marcadas por um segundo sentido, relatam os acontecimentos mais incríveis com os ritmos da música tradicional e rústica de que restam em Cuba poucos cultores.
O compositor foi o autor de "Candela", um dos êxitos do CD Buena Vista Social Club de 1997. O projeto reuniu os mestres semi-esquecidos do "son" cubano, um estilo de música tradicional apaixonado, de raiz, visto como a espinha dorsal da salsa. O CD, liderado pelo guitarrista americano Ry Cooder, e o documentário de Wim Wenders que o acompanhou, impeliram o "son" cubano para o palco internacional, e a música teve vendas enormes em todo o mundo. Buena Vista era o nome de um clube social para pessoas da terceira idade num bairro de Havana.
Entre as suas músicas mais populares contam-se:
- "Cómo baila Marieta"
- "Trigueñita del alma"
- "El Guayabero"
- "El Rey del Tumbaíto"
- "Ay Candela"
- "La yuca de Casimiro"
- "Mañana me voy pa’ Sibanicú"

O músico recebeu inúmeros prémios nacionais ao longo da sua carreira de que se destacam o "Premio Nacional del Humor" em 2002 e a distinção "Félix Varela", pela Cultura Nacional.
Oramas morreu na sua terra natal, aos 95 anos de idade, vitimado por um cancro no fígado.